# Peter Schwieger
Peter Schwieger (* 1952) ist ein deutscher Orientwissenschaftler und Professor für Tibetologie an der Universität Bonn. 
Nach seinem Studium der Vergleichenden Religionswissenschaft, Philosophie und Tibetologie wurde Peter Schwieger 1978 Wissenschaftlicher Mitarbeiter der Akademie der Wissenschaften zu Göttingen. 1982 wurde er im Fach Tibetologie in Bonn promoviert, 1995 wurde er habilitiert. 2001 erhielt er eine Gastprofessur für Tibetologie an der Humboldt-Universität zu Berlin, seit September 2001 hat er einen Lehrstuhl für Tibetologie an der Abteilung für Mongolistik und Tibetstudien des Instituts für Orient- und Asienwissenschaften (IOA) der Universität Bonn.

## Werke
- Handbuch zur Grammatik der klassischen tibetischen Schriftsprache. IITBS, Halle (Saale) 2006, ISBN 978-3-88280-073-9
- Teilung und Reintegration des Königreichs von Ladakh im 18. Jahrhundert. VGH Wissenschaftsverlag, Bonn 1999, ISBN 3-88280-055-0
- mit Loden S Dagyab: Die ersten dGe-lugs-pa-Hierarchen von Brag-g.yab (1572-1692). VGH Wissenschaftsverlag, Bonn 1989, ISBN 3-88280-036-4